# تاونی سایپرس
تاونی سایپرس (انگلیسی: Tawny Cypress؛ زادهٔ ۸ اوت ۱۹۷۶) یک هنرپیشه اهل ایالات متحده آمریکا است. وی از سال ۲۰۰۰ میلادی تاکنون مشغول فعالیت بوده‌است.
از فیلم‌ها یا برنامه‌های تلویزیونی که وی در آن نقش داشته است می‌توان به قهرمان‌ها، پاییز در نیویورک اشاره کرد.